# Gruppo Sportivo Oratorio Pallavolo Femminile Villa Cortese 2009-2010
Questa voce raccoglie le informazioni riguardanti il Gruppo Sportivo Oratorio Pallavolo Femminile Villa Cortese nelle competizioni ufficiali della stagione 2009-2010.

## Organigramma societario
Area direttiva
- Presidente: Giancarlo Aliverti

Area tecnica
- Allenatore: Marcello Abbondanza
- Allenatore in seconda: Igor Galimberti
- Assistente allenatore: Roberta Bandera, Marco Bonollo, Alessandro Parise
- Addetto statistiche: Michele Fanni

Area sanitaria
- Medico: Enrico Cecchetti
- Preparatore atletico: Roberta Bandera
- Fisioterapista: Marco Monzoni

## Rosa
| N° | Nome                | Ruolo | Data di nascita   | Nazionalità sportiva |
| -- | ------------------- | ----- | ----------------- | -------------------- |
| -  | Marcello Abbondanza | All   | 24 agosto 1970    | Italia               |
| 1  | Sara Anzanello      | C     | 30 luglio 1980    | Italia               |
| 3  | Francesca Nicora    | S     | 11 settembre 1978 | Italia               |
| 4  | Lindsey Berg        | P     | 16 luglio 1980    | Stati Uniti          |
| 5  | Alessia Lanzini     | L     | 28 agosto 1981    | Italia               |
| 6  | Alessandra Pinese   | P     | 24 luglio 1975    | Italia               |
| 7  | Michaela Hasalíková | C     | 18 aprile 1984    | Rep. Ceca            |
| 8  | Manuela Secolo      | S     | 22 febbraio 1977  | Italia               |
| 9  | Viviana Ballardini  | S     | 13 aprile 1976    | Italia               |
| 10 | Paola Cardullo      | L     | 10 marzo 1982     | Italia               |
| 11 | Nicoletta Luciani   | C     | 22 novembre 1979  | Italia               |
| 12 | Taismary Agüero     | O     | 5 marzo 1977      | Italia               |
| 13 | Áurea Cruz          | S     | 10 gennaio 1982   | Porto Rico           |
| 14 | Caterina Bosetti    | S     | 2 febbraio 1994   | Italia               |
| 15 | Vesna Čitaković     | C     | 3 febbraio 1979   | Serbia               |